# La isla bonita
«La isla bonita» es una canción interpretada por la cantante estadounidense Madonna, incluida en su tercer álbum de estudio, True Blue (1986). Fue publicada como el quinto y último sencillo del álbum el 25 de febrero de 1987 por la compañía discográfica Sire Records. También figuró en los grandes éxitos The Immaculate Collection (1990) y Celebration (2009). Compuesta como una elegía, una versión instrumental de la canción se le ofreció en un primer momento a Michael Jackson, si bien fue Madonna quien la aceptó finalmente y escribió la letra con Patrick Leonard. «La isla bonita» es el primer tema de la artista con influencia latina y presenta arreglos de percusión cubana y guitarras españolas, además de maracas, armónica y una combinación de percusión sintética y tradicional. La letra describe una «isla bonita» y, según la propia Madonna, es un tributo a la belleza de los latinos.
En términos generales, obtuvo reseñas positivas de los críticos y periodistas musicales e incluso fue incluida en varias listas de las mejores canciones de Madonna. Desde el punto de vista comercial, llegó a los puestos más altos en las listas de países como Austria, Canadá, Francia, Alemania y Suiza. Fue su cuarto sencillo en llegar al primer puesto en el Reino Unido, lo que hizo que superara el récord de la artista con mayor cantidad de sencillos número uno; por su parte, en los Estados Unidos llegó al cuarto lugar de la lista Billboard Hot 100.
En el videoclip que acompaña la canción, Madonna representa a dos personajes diametralmente opuestos: una niña santurrona y una apasionada latina; el estilo latino y el traje de flamenca rojo que usó marcaron tendencia más adelante. El tema está entre los más interpretados en vivo por la cantante y figuró en ocho de sus giras mundiales, la última de las cuales fue en The Celebration Tour (2023-2024). Lo interpretó frecuentemente en su forma española, a veces junto con canciones tribales o folclóricas y remezclas. Desde su lanzamiento, numerosos artistas han versionado este tema, entre ellos la cantante francesa Alizée para su álbum de 2007 Psychédélices.

## Antecedentes

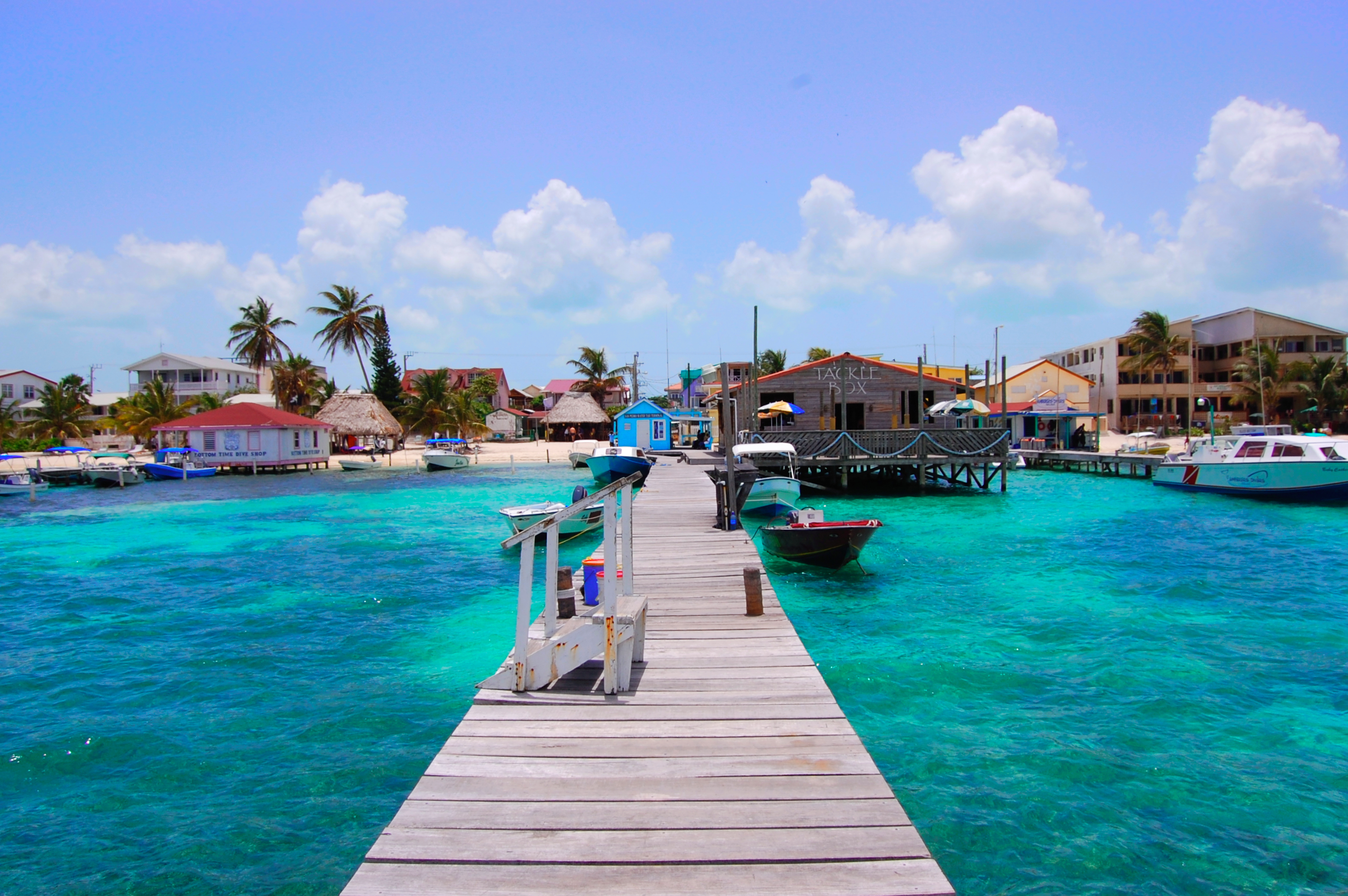
La cantante pudo haberse inspirado en la playa de San Pedro de Cayo Ambergris, en Belice, para componer la canción

«La isla bonita» fue compuesta por Patrick Leonard y Bruce Gaitsch, quienes la ofrecieron a Michael Jackson para su álbum Bad, pero la rechazó; Leonard recordó: «Quincy me llamó y me dijo, "quiero algo al estilo de Sade para Michael". No le gustó [la canción], así que se la presenté a Madonna y sí le gustó». Mientras trabajaba con Leonard en True Blue, aceptó la canción y reescribió la letra, lo que le permitiría ganar crédito como coautora. Fue el primer tema en el que Madonna usó contenidos españoles y hasta incorporó versos en español, temática que aparecería nuevamente a lo largo de su carrera en las letras de «Who's That Girl» (1987), «Spanish Eyes» (1989), «I'm Going Bananas» (1990), «Verás», versión en español de «You'll See» (1995), «Be Careful (Cuidado con mi corazón)», a dúo con Ricky Martin (1999), «Lo que siente la mujer», la versión en español de «What It Feels Like for a Girl» (2001), «Sorry» (2005), «Spanish Lesson» (2008) y «Medellín» (2019), una colaboración con el cantante colombiano Maluma. Leonard detalló cómo él y Madonna hablaron por teléfono con una empleada doméstica de ascendencia hispana para poder tener las traducciones correctas de algunas de las letras. Según la cantante, «los ritmos latinos a veces dominan nuestras canciones fieles al tempo, es como si estuviéramos poseídos. [Leonard y yo] pensamos que fuimos latinos en otra vida». Además, explicó:

Me encanta la música en español. Me encantan los Gipsy Kings. Son tan buenos. Y me encanta el canto español. Cuando viví en Nueva York durante tantísimos años, escuchaba constantemente salsa y merengue. Es la música que sonaba en la radio de todo el mundo en la calle.

Aunque la canción fue concebida como una elegía dirigida a la mítica isla conocida como Cayo Ambergris, en la ciudad de San Pedro, durante una entrevista con Rolling Stone, la cantante aclaró que no sabía dónde se ubicaba San Pedro: «En esa época yo no era una persona que fuera de vacaciones a islas hermosas. Pude haber estado camino al estudio [de grabación] y haber visto una rampa de salida para San Pedro». Madonna describió el tema como su tributo a «la belleza y el misterio de la gente de Latinoamérica».

## Composición
«La isla bonita» es una canción de pop con un estilo español y es uno de los trabajos colaborativos entre Madonna y Patrick Leonard más característicos. Combina el sonido de diferentes instrumentos, como tambores cubanos, guitarra española, maracas, armónica y percusión tradicional y sintética. Por otra parte, está compuesta en la tonalidad de do♯ menor, en un compás de 4/4, como la mayoría de las canciones del género y posee un tempo de 95 pulsaciones por minuto. El registro vocal de Madonna abarca dos octavas, de sol3 a do5 y comienza con una introducción instrumental que presenta un tambor cubano, antes de hacer entrada la percusión sintética combinada con la guitarra española. Madonna canta dentro del mismo registro. Tras el segundo estribillo, hay un interludio de guitarra donde la voz de Madonna llega al fa♯ menor en el verso I want to be where the sun warms the sky («Quiero estar donde el sol calienta el cielo») y luego baja a do♯ menor cuando canta Loves a girl («ama a una chica»). Hay otro interludio instrumental con armónica y la canción, tras otro estribillo, finaliza con la voz susurrante de Madonna, que repite «Él dijo que te ama».
El tema posee cuatro versos cantados en español, algo que Madonna incorporaría luego en su sencillo de 1987 «Who's That Girl». Al principio, Madonna representa a una turista que reza para «que los días duren, se fueron tan pronto» y simultáneamente, pone distancia entre ella y los latinos, al denominarlos «ellos» en el verso You can watch them go by («Los puedes ver pasar»). En su libro Women and popular music, la escritora Sheila Whitley afirmó que el estribillo hace énfasis en el cautivador participio en presente (Tropical the island breeze, all of nature wild and free, this is where I long to be, «La brisa tropical de la isla, toda la naturaleza salvaje y libre, aquí es donde anhelo estar»). La canción tiene connotaciones de súplica, aunque su verdadero sentido se encuentra en el estribillo.
El título y el primer verso del tema hacen referencia a una isla llamada San Pedro, considerada por algunos el Cayo Ambergris en Belice, ya que una ciudad importante de allí se llama San Pedro. Sin embargo, Gaitsch mencionó que, en aquellos tiempos, Madonna solía pasar tiempo en un poblado estadounidense del mismo nombre, y la cantante y su por entonces marido, Sean Penn, eran amigos cercanos de un poeta llamado San Pedro y del novelista Charles Bukowski. Madonna no ha clarificado la cuestión en ninguna entrevista; en su lugar, se refirió al tema como un tributo a Latinoamérica y su gente, así como a la isla y a ella misma.

## Recepción crítica

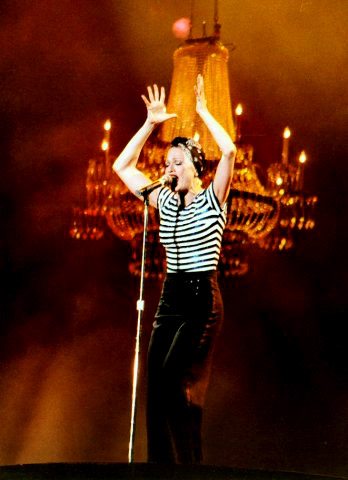
Madonna interpretando «La isla bonita» en su gira The Girlie Show World Tour de 1993

En una reseña del álbum The Immaculate Collection, David Browne de Entertainment Weekly comparó la canción con la forma de moverse de Carmen Miranda en MTV. Por su parte, Sal Cinquemani de Slant Magazine, en una opinión del álbum True Blue, dijo que era una de las mejores, más influyentes y atemporales entre las canciones de Madonna. El escritor Maury Dean la elogió en su libro Rock 'n' Roll Gold Rush: «Madonna tararea una canción de cuna española. El romance florece entre las acogedoras hojas de palmera, las canciones más rudas hacen que la mayoría de los hombres se encojan de hombros». Rikky Rooksby, autor de The Complete Guide to the Music of Madonna, consideró que tenía «un aire escapista». En Public Women, Public Words, Dawn Keetley la clasificó como una de las canciones que mejor capturan las emociones de Madonna. William McKeen la describió como «tranquila» y dijo que «con el estilo imaginativo de Up on the Roof escapa del ruido de la ciudad, esa clase de dulces con sabor latino a los que Blondie nunca se pudo resistir». Jude Rogers, de The Guardian, dijo que era «un éxito que brilla intensamente con el verano, que incluye las primeras guitarras de la era balear y algunos deliciosos guiños al mercado del pop latino». Ken Barnes de Creem escribió que si bien no era «Open Your Heart», su «cadencia reflexiva trascendía con calidad los clichés de América Latina».
Paul Schrodt de Slant Magazine la ubicó en la décima quinta posición del conteo que ordenó todos sus sencillos, y mencionó que «el arreglo astutamente complejo de Leonard —guitarra española, congas [y] maracas— le dio un dinamismo a la música de Madonna que finalmente borró la creencia, basada en sus inicios musicales, de que [ella] era una pop-tart artificial salida del Danceteria».  Carlos del Amo, de la agencia de noticias española EFE, lo consideró uno de los mejores temas de Madonna. Louis Virtel, de NewNowNext, escribió: «Uno de los temas más atemporales de Madonna es, sin duda, "La Isla Bonita", un recuerdo suave y soñador del utópico San Pedro. Como [canción de] romance, es conmovedor, y como reflejo personal, es hermoso». Chuck Arnold de Entertainment Weekly la incluyó en el lugar 19 de la lista de sus mejores sencillos, y la llamó «sin duda una de las canciones más bonitas que Madonna haya hecho». Agregó que, explorando el pop latino mucho antes de que se pusiera de moda, «inspiró todo, desde su propio "Who's That Girl" hasta "Alejandro" de Lady Gaga». Jon Pareles del New York Times la consideró una de las canciones de amor «más amigables» de Madonna, y Don McLeese del Chicago Sun-Times opinó que era la mejor y la más memorable del álbum. Will Lavin, del sitio web Joe, dijo que suena como el «cruce entre un videojuego de Commodore 64 y una canción de Carlos Santana».
El periódico digital Hoy Bolivia opinó que «Madonna podría ser considerada la primera diva del pop en atreverse al crossover, o al menos lo hizo tímidamente en 'La Isla Bonita' uno de los temas en spanglish más recordados de los últimos tiempos». Por su parte, Sal Cinquemani de la revista Slant la llamó «un clásico». Joey Guerra de Houston Chronicle, en una reseña de la gira Sticky & Sweet Tour, manifestó que se trataba de una canción auténticamente retro, y Marty Racine, del mismo periódico, opinó que fue la más destacada del álbum. Los Angeles Daily News, en un artículo sobre el estilo musical de Madonna, aseguró que «La isla bonita» era una canción que «da la bienvenida». En marzo de 2008, Sebas E. Alonso de Jenesaispop lo incluyó en el puesto 24 de su lista de los cuarenta mejores temas de la artista, y comentó: «A pesar de que no sabemos en qué contexto meter un sintagma como "la isla bonita", la melodía en el estribillo es una de las más hermosas que ha cantado Madonna». Diez años después, el mismo autor volvió a incluirlo en el sexto puesto de los 60 mejores de la artista, en conmemoración por su 60.º cumpleaños; al respecto, declaró que era «un 'sleeper' monstruoso en el que brillan un estribillo precioso, un puente celestial y la cálida interpretación, sosegada y tranquila como una confortable siesta».  En conmemoración al 60.° cumpleaños de Madonna, Joe Morgan, del sitio Gay Star News, la ubicó en el puesto 35 de sus 60 mejores canciones, llamándola «divertida». Steve Morse de The Boston Globe, por su parte, la llamó una de las más «lindas» de Madonna.
Bianca Gracie de Billboard la calificó en el décimo cuarto lugar de las 100 mejores canciones de la artista y declaró que era una de las más románticas de su catálogo. Añadió: «Este sencillo de True Blue combina maracas, congas y [una] guitarra española que te transporta de inmediato a la paradisíaca isla ficticia. Pero la mejor parte de "La isla bonita" es la voz madura y exuberante de Madonna, que fue una sorprendente desviación de la "voz de helio" que se hizo famosa en "Like a Virgin" y "Lucky Star"». Will Lavin, del sitio web Joe, la incluyó en el tercer puesto de sus diez mejores canciones; declaró que era «realmente buena» y que «demostró otra parte de su diverso repertorio diverso y dejó claro que era más que una simple cantante de pop». Del portal Medium, Richard LeBeau escribió que «su incorporación de letras en español y diversos instrumentos (incluidas guitarras y tambores cubanas) hacen de esta una de las canciones más únicas y memorables de su catálogo». Alejandra Torrales, del sitio web mexicano Sopitas, comentó que «["La Isla Bonita]» se sale de todo el concepto que [Madonna] vino manejando durante tres discos. ¿Por qué? Desde un principio sí, suenan los sintetizadores y de hecho está ese loop que jamás cambia y al cual se cubre con ritmos de teclados, guitarras acústicas españolas, tambores cubanos, maracas, armónicas y la voz relajada de Madonna. Un poco de samba pero sin olvidar su base: la electrónica». La revista Queerty la llamó «una de las gemas más brillantes de su carrera inicial», Guillermo Alonso, de la edición española de Vanity Fair, lo destacó como el vigésimo cuarto mejor sencillo de la cantante y comentó: «Lo que esta canción ha dejado como testamento es una de las bases más reconocibles de los años ochenta. [...] Y el hito de describir como ningún otro tema el enamoramiento de un lugar». Una reseña menos positiva provino de Justin Chadwick, del portal Albumism, quien la llamó «cursi» y «artificial».

## Recepción comercial
«La isla bonita» debutó en el puesto número 56 y alcanzó su posición más alta en el cuarto lugar del Billboard Hot 100 en mayo de 1987. Además, fue el segundo sencillo número uno de Madonna en la lista de adulto contemporáneo, luego de «Live to Tell» en 1986. Se convirtió en su undécimo top cinco, algo solo alcanzado por The Beatles y Elvis Presley, a quien la cantante superó en 2008 con «4 Minutes». En el ranking Hot Dance Music/Maxi Singles Sales alcanzó el número uno. En Canadá, la canción debutó en el número 74 en la lista de la revista RPM el 4 de abril de 1987, y llegó a la cima de la lista tras diez semanas el 6 de junio. Asimismo, en la lista anual de ese año, se colocó en el número 22.
En el Reino Unido, «La isla bonita» estuvo en la cima de las listas británicas durante dos semanas y se convirtió en su cuarto sencillo en ubicarse en el primer puesto. Madonna se convirtió en la artista femenina con más sencillos número uno en las listas británicas en la historia, un récord que ha mantenido hasta la fecha. Recibió un disco de oro otorgado por la British Phonographic Industry, por la venta de 400 000 unidades. Según la Official Charts Company, la canción ha vendido 435 000 copias. «La isla bonita» fue la primera canción de Madonna en llegar al número uno en Francia, donde pasó tres semanas en dicha posición en julio de 1987. El Syndicat National de l'Édition Phonographique le otorgó un disco de oro por la venta de 500 000 copias, y continúa siendo el sencillo de Madonna con mayor cantidad de ventas en Francia, con un total de 771 000 copias vendidas. En Europa, se convirtió en el cuarto número uno del álbum True Blue y permaneció en la cima de la lista European Hot 100 Singles durante tres semanas en 1987. La canción también encabezó las listas en Suiza, Bélgica y Austria y los cinco primeros puestos en Irlanda, Italia, Países Bajos, Noruega y Suecia. Bill Lamb, de Dotdash.com, colocó al tema en el cuarto puesto en Top 40/Pop de la cantante.

## Vídeo musical
El video musical se grabó en Los Ángeles bajo la dirección de Mary Lambert, quien había trabajado previamente con la cantante en «Borderline», «Like a Virgin» y «Material Girl». En él, Benicio del Toro encarna a uno de los personajes. Se estrenó mundialmente por MTV el 6 de marzo de 1987 y estuvo durante 20 semanas consecutivas como el más solicitado, un récord sin precedentes en aquel entonces. Comienza con un grupo de latinos bailando en un barrio español, observados por Madonna desde una ventana. En el video, la artista interpreta a dos personajes: una mujer católica vestida con un estilo masculino y una bailarina de flamenco con trajes coloridos. Los personajes son opuestos y esto se enfatiza en los ambientes tan diferentes que rodean a ambos; en primer lugar, el video muestra una habitación escasamente decorada con un altar e imágenes de hombres hispanos en la pared. Madonna interpreta a una chica piadosa, pálida, con una enagua blanca y el pelo corto peinado hacia atrás. Llora en su habitación y hace caso omiso a la invitación de los latinos de la calle a unirse con ellos. La austeridad y la pasividad del primer personaje contrasta vivamente con la pasión y la actividad del segundo. Como bailarina, lleva un vestido rojo voluminoso y extravagante al estilo español y décollage, con una abertura en la falda que deja ver sus piernas y claveles rojos en el pelo y, como complemento a esto, está en una sala de color rojo brillante con velas y candelabros del mismo color. Mientras que la Madonna espiritual y sumisa observa a los latinos y reza en su habitación, la Madonna apasionada baila y abandona su cuarto para unirse en la calle con ellos. Si bien ambos escenarios sugieren que los personajes de Madonna viven en el barrio y son latinos, la representación de la cantante en los planos donde baila, donde se ve su «exuberante belleza, llamativa y colorida», contrastan con los latinos en la calle, vestidos con ropas gastadas. La artista baila y hasta coquetea con ellos, pero no se involucra realmente; en la última escena, Madonna baila fuera de la pantalla.
El video muestra el vínculo entre la cultura latina y el catolicismo: los dos personajes simbolizan el lado sobrio y apasionado de la religión católica, que el autor Rettenmund ha descrito como la forma de Madonna de ver este tema. Los latinos del video representan al estereotipo de las personas por quienes nadie en el mundo se preocupa; adultos desempleados, niños que no asisten a la escuela y un barrio que está en la miseria. Sin embargo, la crítica apreció el video por su utilización de la moda hispana como un ícono de la belleza y el romanticismo. Collen McDanell, en el libro Material Christianity, señaló el uso de objetos católicos en el video, tales como portavelas y relicarios. El escritor Douglas Kellner comentó: «Tal "multiculturalismo" y sus acciones transculturales han resultado ser estrategias sumamente exitosas que la harán ser querida por un público joven muy diverso». El estilo español de Madonna en el video se volvió popular y se reflejó en las tendencias de la moda de aquel entonces en la forma de boleros, polleras con tablas y rosarios y crucifijos a modo de accesorios. De Vanity Fair, Juan Sanguino la acusó de apropiación cultural y señaló que «parece más una guiri borracha en la feria de abril que una bailaora, pero al menos tuvo el rigor de dejarse crecer las cejas». Figuró en los recopilatorios The Immaculate Collection (1990) y Celebration: The Video Collection (2009).

## Interpretaciones en directo
Madonna interpretó «La isla bonita» en siete de sus giras mundiales: Who's That Girl (1987), The Girlie Show (1993), Drowned World (2001), Confessions (2006), Sticky & Sweet (2008-09), Rebel Heart (2015-2016) y Madame X Tour (2019-2020). También cantó el tema en el concierto benéfico Live Earth en Londres. En su gira de 1987, Who's That Girl, «La isla bonita» se presentó en la parte del encore del concierto. Madonna salió al escenario con un brillante vestido flamenco de color rojo, como en el video, y cantó el tema acompañada de sus coristas Niki Haris, Donna De Lory y Debra Parson; también se incluyó un baile latino con Angel Ferreira. Se pueden encontrar dos actuaciones diferentes de esta gira en los videos Who's That Girl – Live in Japan, filmado el 22 de junio de 1987 en Tokio, Japón, y Ciao Italia: Live from Italy, rodado el 4 de septiembre de 1987 en Turín, Italia.
En la gira The Girlie Show World Tour (1993), la cantante interpretó el sencillo tras «I'm Going Bananas», de I'm Breathless (1990). Vestía una camisa a rayas blancas y negras mientras que Haris y De Lory usaban un conjunto similar, pero en negro y rojo; uno de los músicos caminaba con el torso desnudo tocando la guitarra acústica. El concierto en Sídney, Australia, fue grabado y la pista se incluyó en el álbum en vídeo The Girlie Show - Live Down Under. Durante el Drowned World Tour (2001), la artista, que cantó «La isla bonita» en el segmento latino del concierto, llevaba un vestido negro con un pantalón, cabello recogido y tocaba una guitarra española. Le pedía al público que se le uniese mientras cantaba «olé ola» con la canción.  La actuación del tema en el concierto del 26 de agosto en el Palace of Auburn Hills se incluyó en el álbum en vídeo Drowned World Tour 2001.
Durante el concierto benéfico Live Earth de 2007, Madonna interpretó el tema y se le unieron miembros del grupo de punk gitano Gogol Bordello para una versión «loca» de baile country. Anteriormente, Gogol Bordello había trabajado con ella en su gira Confessions Tour (2006), donde interpretó una remezcla dance y tribal del tema con aportes de Eugene Hütz y Sergey Ryabtsev, integrantes de la banda. En dicha gira, Madonna apareció en el escenario con el pelo suelto, vestida con un leotardo blanco y púrpura, y comenzó a cantar el tema. En mitad de la interpretación, aparecieron sus bailarines, quienes caminaron junto a la artista a lo largo del escenario cantando el estribillo, y al final la artista se acostaba en el escenario. Además, las pantallas mostraban un paraíso tropical semejante a la isla San Pedro mencionada en la canción. La actuación en Londres se grabó y la pista se incluyó en su segundo álbum en vivo The Confessions Tour.
El tema se agregó al repertorio de la gira Sticky & Sweet Tour (2008-09) como parte del segmento gitano del espectáculo, junto con la banda Arkady Gips y la canción folk romaní-gitana «Lela Pala Tute». En la presentación, Madonna usó un vestido corto muy ajustado de color negro y botas de caña alta con perlas rosas fluorescentes y un collar. Junto a «Lela Pala Tute», hubo una fiesta callejera mediterránea con bailarines griegos, otro tema gitano llamado «Doli, Doli» y una interpretación flamenca solista. Uno de los conciertos en Buenos Aires, Argentina se grabó y el sencillo se incluyó en su tercer álbum en vivo Sticky & Sweet Tour.
Madonna cantó una versión de estilo flamenco de la canción en su gira Rebel Heart Tour (2015-2016); para la actuación, contactó a una empresa de sastrería española de Zaragoza, para que le fabricaran dos trajes de luces, una capa y trajes españoles de estilo torero para el resto de sus bailarines. En su reseña del concierto en la ciudad de Montreal, Jordan Zivitz del Montreal Gazette elogió la actuación por ser «una de las pocas [canciones] que conservó su forma original». La actuación de «La isla bonita» en esta gira se incluyó en el quinto álbum en directo de Madonna, Rebel Heart Tour, publicado en 2017. El 27 de julio de 2017, la cantó en la gala anual de recaudación de fondos del actor Leonardo DiCaprio en Saint-Tropez, Francia. Para la gira de 2019-2020 Madame X Tour, Madonna cantó un mashup de estilo chachachá de «La isla bonita» y «Crazy», de su decimocuarto álbum de estudio Madame X. Antes de comenzar la actuación, se quitó un guante como homenaje a Rita Hayworth en la película Gilda (1946) y dijo: «Este es mi estriptis. Es lo más extremo que haré esta noche».

## Versiones y apariciones en la cultura popular
«La isla bonita» ha sido versionada por numerosos artistas. La banda System of a Down interpretó partes del tema con la guitarra en sus conciertos. Además, en 1999, Deetah usó elementos de la canción en su sencillo «El paraíso rico». Por otro lado, se utilizaron samples de «La isla bonita» en la canción «Spanish Fly» (2000) de Black Rob con Jennifer Lopez y se incluyó en su álbum Life Story (2000). En 2004, el rapero Mase interpoló partes de un sample del estribillo en su canción «My Harlem Lullaby». La cantante francesa de pop Alizée interpretó «La isla bonita» durante sus primeras giras promocionales por Europa en 2003. En 2008, se grabó una nueva versión de estudio y figuró en la versión especial de su tercer álbum de estudio, Psychédélices (2007), en México. Asimismo, ha llegado a convertirse en el primer sencillo de Alizée en llegar a los diez primeros puestos en el airplay de la lista nacional mexicana, mientras que alcanzó la segunda posición en su país nativo, Francia.
Fue interpretada por la banda finlandesa de power metal Twilight Guardians para su cuarto álbum de estudio Sin Trade, de 2006, y el cantautor estadounidense de acid folk Jonathan Wilson grabó una versión para el álbum recopilatorio y tributo a Madonna Through the Wilderness (2007). En 2007 la banda argentina Kumbia Queers grabó «La isla con chicas», una versión en género tropipunk del tema para su primer álbum Kumbia Nena!. Además, la cantante estadounidense Britney Spears grabó una canción titulada «Love 2 Love U», que contiene muchos samples de «La isla bonita». Esta versión se filtró el 2 de diciembre de 2011. Figuró una versión del tema en la serie estadounidense Glee, en el episodio «The Spanish Teacher», interpretada por el cantante puertorriqueño Ricky Martin y por la actriz estadounidense Naya Rivera, que encarna al personaje Santana Lopez. Esta versión alcanzó los puestos 93 y 99 en las listas Canadian Hot 100 y Billboard Hot 100, respectivamente. En el episodio «The Father, the Son, and the Holy Fonz» de la serie estadounidense Padre de familia, cuando se habla de Madonna al final, el personaje de Peter Griffin la llama mentirosa por cantar sobre un lugar inexistente («La isla bonita») y dice que no lo podía encontrar en un mapa. Por su parte, Perez Hilton realizó una parodia del tema en 2010.

## Formatos
| Sencillo de 7" |                                       |          |  |
| N.º            | Título                                | Duración |  |
| 1.             | «La isla bonita»                      | 4:01     |  |
| 2.             | «La isla bonita» (Instrumental Remix) | 4:20     |  |

| Maxisencillo de 12" |                                   |          |  |
| N.º                 | Título                            | Duración |  |
| 1.                  | «La isla bonita» (Extended Remix) | 5:28     |  |
| 2.                  | «La isla bonita» (Instrumental)   | 6:53     |  |

## Posicionamiento en listas
| País (Lista 1987)                                   | Mejor posición |
| --------------------------------------------------- | -------------- |
| Alemania (GfK Entertainment Charts)                 | 1              |
| Australia (Kent Music Report)                       | 6              |
| Austria (Ö3 Austria Top 40)                         | 1              |
| Bélgica Flandes (Belgian VRT Top 30)                | 3              |
| Canadá (RPM)                                        | 1              |
| España (PROMUSICAE)                                 | 8              |
| Estados Unidos (Billboard Hot 100)                  | 4              |
| Estados Unidos (Adult Contemporary)                 | 1              |
| Estados Unidos (Hot Dance Music/Maxi Singles Sales) | 1              |
| Europa (European Hot 100 Singles)                   | 1              |
| Finlandia (Yleisradio)                              | 18[A]          |
| Francia (SNEP)                                      | 1              |
| Irlanda (Irish Singles Chart)                       | 2              |
| Islandia (RÚV)                                      | 1              |
| Italia (FIMI)                                       | 18             |
| Nueva Zelanda (Recorded Music NZ)                   | 5              |
| Noruega (VG-lista)                                  | 5              |
| Países Bajos (Dutch Top 40)                         | 2              |
| Reino Unido (UK Singles Chart)                      | 1              |
| Suecia (Sverigetopplistan)                          | 3              |
| Suiza (Swiss Hitparade)                             | 1              |

| País (Lista 1987)                                   | Posición |
| --------------------------------------------------- | -------- |
| Austria (Ö3 Austria Top 40)                         | 6        |
| Canadá (RPM)                                        | 22       |
| Estados Unidos (Billboard Hot 100)                  | 58       |
| Estados Unidos (Adult Contemporary)                 | 34       |
| Estados Unidos (Hot Dance Music/Maxi Singles Sales) | 42       |
| Países Bajos (Dutch Top 40)                         | 13       |
| Italia (FIMI)                                       | 94       |
| Suiza (Swiss Hitparade)                             | 2        |

## Certificaciones
| País (organismo certificador) | Certificación |
| ----------------------------- | ------------- |
| Alemania (BVMI)               | Oro           |
| Francia (SNEP)                | Oro           |
| Japón (RIAJ)                  | Oro           |
| Reino Unido (BPI)             | Oro           |

## Créditos y personal
- Madonna: composición, producción, voz.
- Bruce Gaitsch: composición, guitarras (española y acústica)
- Patrick Leonard: composición, producción, programación de tambor, teclado.
- Johnathan Moffett: tambores.
- Paulinho da Costa: percusión.
- Michael Verdick: mezcla, ingeniero.

Adaptado de las notas del álbum.